# Rogervoice
 (septembre 2023).
 (octobre 2018).
Rogervoice est une société française fondée en 2013 dont la principale activité est le développement d’une application mobile éponyme qui sous-titre les appels téléphoniques. 
Lancée en 2015, l'appli fera date en permettant de sous-titrer des appels sans contrainte d'horaire, de disponibilité, de région géographique ou de langue. 
Depuis 2018 Rogervoice a lancé en France un service de relais téléphonique pour l’accessibilité des télécommunications, suivant les principes de Conversation totale. Avec le centre-relais téléphonique Rogervoice permet aux personnes sourdes, malentendantes, sourdaveugles, et aphasiques de pouvoir téléphoner en toute autonomie, basé sur une combinaison des prestations d’intermédiation humaines telles que la langue des signes et des services reposant sur l’intelligence artificielle, notamment la reconnaissance automatique de la parole et la synthèse vocale.
Rogervoice utilise la technologie VoIP qui permet de passer un appel vidéo, audio ou texte sur Internet. Son architecture lui permet de basculer des appels sur le réseau téléphonique. L’attribution des numéros virtuels permet également à l’application de recevoir des appels.
Une déclinaison web de l’application Rogervoice existe, notamment proposée aux entreprises souhaitant rendre accessibles leurs services d’accueil téléphoniques depuis leurs sites web.

## Histoire
Rogervoice a été fondé par Olivier Jeannel. Né à Los Angeles aux États-Unis, Olivier Jeannel devient sourd-profond à l'âge de 2 ans. Il grandit en Californie et bénéficie de services adaptés à l'école ou en dehors, dont notamment un centre de relais téléphonique américain. Après des études à UC Berkeley, il arrive en France en 2002 pour poursuivre ses études à Sciences Po, où il est confronté au manque d'accessibilité. Pour son projet étudiant, il crée la page d’accueil et d’informations pour étudiants handicapés sur le site web de Sciences Po.
Après une carrière chez Orange, Olivier Jeannel se lance dans la création de Rogervoice en 2014, avec une campagne sur Kickstarter pour lever des fonds pour développer une application, qui sort en 2015. Bastien Le Rest rejoindra Rogervoice en 2015 et devient associé et Directeur (CTO).
Disponible dans 52 pays et en plus de 100 langues, Rogervoice est la première application à portée mondiale permettant aux personnes sourdes et malentendantes de téléphoner grâce à des sous-titres en temps réel.

## Législation
Avec le passage de la loi handicap du 11 février 2005, l’accessibilité pour les personnes handicapées en France connaît une avancée importante. Toutefois, elle ne rattrape pas le niveau d’accessibilité développé aux États-Unis depuis le passage de l’ADA (Loi sur les Américains avec handicap) en 1990.
En 2016, avec le passage de l’article 105 de la loi pour une République numérique et son décret d’application du 9 mai 2017, l’accessibilité des services téléphoniques en France devient obligatoire pour les grandes entreprises, les services publics et les opérateurs téléphoniques. La Fédération Française des Télécoms, regroupant notamment Bouygues Télécom, Orange et SFR, retient Rogervoice pour répondre à l'obligation d'accessibilité téléphonique nationale. 
En 2019, Rogervoice alerte les autorités publiques sur certains dysfonctionnements du système, et en 2021, défend une réforme de la loi lancée par les associations civiles. Rogervoice milite pour que l'utilisateur final (la personne sourde ou malentendante) soit placé au centre du dispositif et choisisse le fournisseur téléphonique avec qui passer tous ses appels (au lieu de lui être imposé un fournisseur par son opérateur ou par le centre d'appel contacté). Le modèle se rapproche de ce qui se pratique aux Etats-Unis avec le TRS. La publication en février 2022 du rapport Boroy-Colombani « Pour un choc de simplification », appuyé par les associations civiles, fera écho de cette approche. En 2024, la réforme suit toujours son cours.

## Présentation

### Accessibilité téléphonique
Différents moyens de communication sont rendus accessibles à travers la transcription en temps réel et la visio-interprétation.
La transcription de la parole en texte en temps réel est possible grâce à la reconnaissance automatique de la parole qui sous-titre la conversation téléphonique. Son utilisation nécessite que l'utilisateur tienne l'écran de l'application devant ses yeux et lise les propos de son interlocuteur en temps réel pendant la conversation. La correction manuelle des transcriptions automatiques, proposée en option par Rogervoice, permet de réduire les erreurs d’orthographe et de grammaire sans sacrifier la rapidité.
L'interprétariat en langue des signes, ainsi que la langue française parlée complétée (ou code LPC), sont proposés à travers un service de relais vidéo. Des interprètes et des codeurs diplômés interviennent lors d’un appel téléphonique et permettent à une personne sourde ou malentendante de comprendre et de se faire comprendre de son interlocuteur.
La synthèse vocale permet aux utilisateurs de pouvoir répondre au téléphone par écrit. Les messages textes qui sont composés sont transformés en voix de synthèse en temps réel. Les utilisateurs peuvent également faire appel aux professionnels de l'écrit pour oraliser leurs propos. 
L’utilisation des plages brailles joints au terminal permettent à une personne sourdaveugle de pouvoir composer un message et y lire les réponses.